# 白俄罗斯苏维埃社会主义共和国
白俄罗斯苏维埃社会主义共和国（羅馬化：Byelaruskaya Savyetskaya Sacyyalistychnaya Respublika，羅馬化：Belorusskaya Sovetskaya Sotsialisticheskaya Respublika）是苏联的加盟共和国之一。白俄罗斯在整个苏联中是属于经济较为发达一个加盟共和国，首都為明斯克。1917年俄国十月革命胜利后，白俄罗斯建立了苏维埃政权，1918年第一次世界大战德意志帝国战败前，白俄罗斯大部分为德国占领。1918年3月25日，成立白俄羅斯人民共和國，但在德軍撤離後在1919年1月五日被蘇俄紅軍推翻。1919年1月1日，在斯摩棱斯克成立白俄罗斯苏维埃社会主义共和国。一战结束后波兰复国，发生苏波战争，苏俄割让西白罗斯、西乌克兰给波兰。1922年12月30日东白罗斯作为创始国加入苏联。1939年，波兰被纳粹德国、苏联分割占领，西白俄罗斯并入白俄罗斯苏维埃社会主义共和国。1941年6月22日苏德战争爆发之后，白俄罗斯被德军占领，1944年6月苏军解放了白俄罗斯。1945年10月24日，白俄罗斯作为苏联的一个成员国及非獨立國身份和苏联一同加入联合国，并成為联合国创始会员国。1990年7月27日，白俄罗斯最高苏维埃通过《主权宣言》，1991年8月25日，白俄罗斯宣布脱离苏联独立。之后又将国名改为白俄罗斯共和国。白俄罗斯是独联体成员国。